# Tsegaye Gabre-Medhin

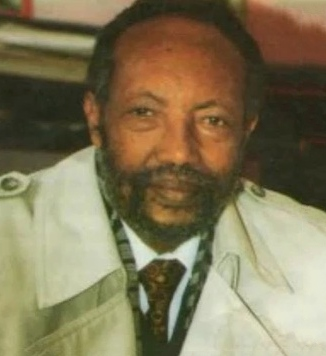
Tsegaye Gabre-Medhin en la década de 1980.

Tsegaye Gabre-Medhin o Tsegaye Gebre-Medhin (en amárico:ጸጋዬ ገብረ መድህን, Bodaa, cerca de Ambo, 17 de agosto de 1936-Manhattan, 25 de febrero de 2006) fue un escritor y profesor etíope.
Comenzó a cursar estudios jurídicos en su país natal y se trasladó más tarde a Estados Unidos donde acabó de licenciarse en Chicago en 1959.
Interesado por el teatro, también estudió en el Royal Court Theatre de Londres y la Comédie-Française de París. Escribió sobre todo obras de teatro, y fue apresado por el Consejo Administrativo Militar Provisional, que censuró sus obras tras fundar un taller de teatro en la Universidad de Adís Abeba a fines de los años 1970.